# 클록사실린
클록사실린은 여러 세균 감염 치료에 유용한 항생제이다. 여기에는 농가진, 봉와직염, 폐렴, 패혈성 관절염 및 외이도염이 포함된다. 메티실린 내성 황색포도상구균(MRSA)에는 효과가 없다. 구강 투여와 주사를 통해 복용할 수 있다.
부작용으로는 메스꺼움, 설사, 아나필락시스를 포함한 알레르기 반응이 있다. 클로스트리움 디피실에 의한 설사도 유발할 수 있다. 이전에 페니실린 알레르기가 있었던 사람에게는 권장되지 않는다. 임신 중 사용은 비교적 안전한 것으로 보인다. 클록사실린은 페니실린 계열 약물에 속한다.
클록사실린은 1960년에 특허를 받았고 1965년에 의료용으로 승인되었다. 세계보건기구의 필수 의약품 목록에 나열되어 있다. 미국에서는 상업적으로 구매가 불가능하다.

## 같이 보기
- 옥사실린